# Jessica Tan
Jessica Tan Soon Neo (ur. 28 maja 1966 w Singapurze) – singapurska polityczka. Od 2006 roku członkini, a od 2020 zastępczyni Spikera Parlamentu Singapuru.

## Życiorys

### Młodość, edukacja i kariera zawodowa
Tan urodziła się 28 maja 1966 roku w Singapurze.
W latach 1985–1989 studiowała na Narodowym Uniwersytecie Singapuru. Studia ukończyła z wyróżnieniem na kierunku obejmującym nauki społeczne.

### Działalność polityczna
Jest członkinią Partii Akcji Ludowej, sprawującej rządy w Singapurze nieprzerwanie od 1959 roku.
Po raz pierwszy uzyskała mandat do Parlamentu Singapuru w wyborach parlamentarnych w 2006 roku z list Partii Akcji Ludowej w okręgu wyborczym East Coast GRC. Mandat deputowanej objęła 6 maja tego samego roku.
Z powodzeniem uzyskiwała reelekcję w wyborach parlamentarnych w 2011 roku w 2015 roku w 2020 roku.
31 sierpnia 2020 roku została wybrana wspólnie z Christopherem de Souzą na zastępców Spikera Parlamentu Singapuru. W lipcu 2023 roku przez 2 tygodnie pełniła obowiązki Spikera Parlamentu po tym jak dotychczasowy Spiker, Tan Chuan-Jin, zrezygnował ze stanowiska po ujawnieniu przez media jego romansu w czasie kiedy pozostawał żonaty.
Ponownie uzyskała mandat deputowanej w wyborach parlamentarnych w 2025 roku.

### Życie prywatne
Ma trójkę dzieci. Jest katoliczką.